# Ромео (Мічиган)
Ромео (англ. Romeo) — селище (англ. village) в США, в окрузі Маком штату Мічиган. Населення — 3767 осіб (2020).

## Географія
Ромео розташоване за координатами 42°48′17″ пн. ш. 83°0′9″ зх. д. / 42.80472° пн. ш. 83.00250° зх. д. (42.804584, -83.002633).  За даними Бюро перепису населення США в 2010 році селище мало площу 5,22 км², з яких 5,22 км² — суходіл та 0,00 км² — водойми.

## Демографія
Згідно з переписом 2010 року, у селищі мешкало 3596 осіб у 1501 домогосподарстві у складі 979 родин. Густота населення становила 688 осіб/км².  Було 1659 помешкань (318/км²).
Расовий склад населення:
| - 91,9 % — білих - 3,8 % — чорних або афроамериканців - 0,5 % — азіатів - 0,2 % — корінних американців - 1,1 % — осіб інших рас |

До двох чи більше рас належало 2,6 %. Частка іспаномовних становила 5,7 % від усіх жителів.
За віковим діапазоном населення розподілялося таким чином: 23,5 % — особи молодші 18 років, 61,2 % — особи у віці 18—64 років, 15,3 % — особи у віці 65 років та старші. Медіана віку мешканця становила 40,9 року. На 100 осіб жіночої статі у селищі припадало 86,4 чоловіків;  на 100 жінок у віці від 18 років та старших — 81,5 чоловіків також старших 18 років.
Середній дохід на одне домашнє господарство  становив 61 716 доларів США (медіана — 50 156), а середній дохід на одну сім'ю — 75 062 долари (медіана — 69 000). Медіана доходів становила 46 856 доларів для чоловіків та 46 464 долари для жінок. За межею бідності перебувало 11,2 % осіб, у тому числі 16,9 % дітей у віці до 18 років та 3,0 % осіб у віці 65 років та старших.
Цивільне працевлаштоване населення становило 1948 осіб. Основні галузі зайнятості: освіта, охорона здоров'я та соціальна допомога — 20,2 %, виробництво — 17,3 %, роздрібна торгівля — 16,4 %.